# Corri e scappa Buddy
Corri e scappa Buddy (Run Buddy Run) è una serie televisiva statunitense in 13 episodi trasmessi per la prima volta nel corso di una sola stagione dal 1966 al 1967. È una serie comica che fa da parodia alle numerose serie di spionaggio in voga negli anni sessanta.

## Trama
L'impiegato Buddy Overstreet ascolta per caso le conversazioni di alcuni mafiosi in un bagno turco su un omicidio da loro commesso e da quel giorno è costretto a scappare dai sicari che intendono ucciderlo. Il mandante che cerca in tutti i modi di eliminarlo è Mr. Devere (o Mr. D.)  che manda all'inseguimento i suoi due scagnozzi Wendell e Harry coadiuvati da Junior, il figlio di Mr. Devere. Nel quarto episodio Buddy si finge anche morto per sviare i mafiosi, inutilmente. Nel settimo episodio chiede allo sceriffo di una piccola cittadina di rinchiuderlo in cella.

## Personaggi
- Buddy Overstreet, interpretato da	Jack Sheldon.
- Mr. Devere, interpretato da	Bruce Gordon.
- Junior, interpretato da	Jim Connell.
- Mike, interpretato da	Malcolm Atterbury.
- Jake, interpretato da	Henry Beckman.
- Nick, interpretato da	Iggie Wolfington.

## Produzione
La serie fu prodotta da Talent Associates e CBS Television Network e girata negli studios della CBS a Los Angeles in California. Tra i registi della serie è accreditato Leonard Stern.
In patria, Corri e scappa Buddy subì la concorrenza di Strega per amore sulla NBC e Iron Horse sulla ABC e fu cancellato dopo solo 16 episodi. Tra le guest-star: Jack Albertson, Sid Melton, Burt Mustin, J. Pat O'Malley, Julie Sommars, and Vaughn Taylor.

## Distribuzione
La serie fu trasmessa negli Stati Uniti dal 1966 al 1967 sulla rete televisiva CBS. 
In Italia è stata trasmessa con il titolo Corri e scappa Buddy.

## Episodi
| Stagione       | Episodi | Prima TV USA |
| -------------- | ------- | ------------ |
| Prima stagione | 13      | 1966-1967    |